# Karl Gunter Zimmer
Karl Günter Zimmer (12 de julho de 1911 e 29 de fevereiro de 1988) era um físico e biólogo Alemão, conhecido por seu trabalho sobre os efeitos de radiação ionizante no DNA. Em 1935, ele publicou o trabalho principal, "Über die Natur der Genmutation und der Genstruktur", com N. V. Timofeev-Resovskij e Max Delbrück; foi considerado um grande avanço na compreensão da natureza da mutação genética e da estrutura genética. Em 1945, ele foi enviado à União Soviética para trabalhar em seu projeto de bomba atômica. Em 1955, ele deixou a Rússia e acabou indo para a Alemanha Ocidental.

## Educação
Zimmer obteve seu doutorado em 1934 com uma tese em fotoquímica.

## Carreira

### Na Alemanha
No início, Zimmer trabalhou como consultor em física radioterapêutica em um hospital radiológico e como funcionário da Auergesellschaft em Berlim. No entanto ele concluiu a mais parte de seu trabalho teórico no Kaiser-Wilhelm Gesellschaft's Institut für Hirnforschung (KWIH, Kaiser Wilhelm Institute for Brain Research) em Berlin-Buck. Zimmer trabalhou no Departamento de Genético de [Nikolay Timofeev-Ressovsky|N. V. Timofeev-Resovskij's]] no KWIH. Timofeev-Resovskij, cidadão da União Soviética, trabalhou na Alemanha a partir de 1924 e permaneceu mesmo depois que Adolf Hitler chegou ao poder em 1933. No inicio da carreira Zimmer, em 1935, publicou seu principal trabalho, "Über die Natur der Genmutation und der Genstruktur", com Timofeev-Resovskij e Max Delbrück; foi considerado um grande avanço no entendimento da natureza da mutação genética e da estrutura genética. Em Auergesellschaft, Zimmer colaborou com Nikolaus Riehl, diretor de pesquisa científica dos trabalhos.
No final da Segunda Guerra Mundial, a Rússia tinha esquipes especiais de busca operando na Áutria e na Alemanha, especialmente em Berlim, para identificar e requisitar equipamentos, materiais, propriedades intelectuais e pessoas úteis ao projeto da bomba atômica soviética. As equipes de exploração estavam sob o comando Russian Alsos e eram chefiados por Lavrenij Beria's. Essas equipes eram compostas por membros da equipe científica, de NKVD colonel's uniforms, do único laboratório do projeto, Laboratory No. 2, em Moscou. Em meados de maio de 1945, os físicos nucleares russos Georgy Flerov e Lev Artsimovich,in NKVD colonel's uniforms' obrigaram Zimmer a levá-los para o local de Riehl e sua equipe, que haviam evacuado suas instalações de Auergesellschaft que ficava a oeste de Berlim, esperando estar em uma área ocupada pelas forças militares americanas ou britânicas. Riehl ficou detido nas instalações da equipe de busca em Berlin-Friedrichshagen' por uma semana. Esta estada em Berlim se transformou em 10 anos na União Soviética! Riehl e sua equipe, incluindo suas famílias, foram levados de avião para Moscou em 9 de julho de 1945. Riehl chefiaria um grupo de produção de urânio n ° 12 na fábrica Ehlektrostal' (Электросталь).

### Na Russia
De 1945 a 1950, Riehl foi responsável pela produção de urânio na fábrica n ° 12 de Ehlektrostal. Quando Riehl soube que Hans-Joachim Born e Karl Zimmer estavam detidos em Krasnogorsk, no principal campo de prisioneiros de guerra para alemães com formação científica, Riehl conseguiu que Zavenyagin os mandasse para Ehlektrostal. Alexander Catsch também foi enviado para lá. Na Ehlektrostal, Riehl teve dificuldade em incorporar Born, Catsch e Zimmer em suas tarefas de produção de urânio, pois Born era um radioquímico, Catsch era médico e biólogo de radiação, e Zimmer era físico e biólogo de radiação.
Após a detonação da bomba russa de urânio, a produção de urânio estava indo bem e a supervisão de Riehl não era mais necessária na fábrica nº 12. Riehl foi, em 1950, para chefiar um instituto em Sungul', onde permaneceu até 1952. o pessoal restante de seu grupo foi designado para outro lugar, com exceção de H. E. Ortmann, A. Baroni (PoW) e Herbert Schmitz (PoW), que foram com Riehl. No entanto, Riehl já havia enviado Born, Catsch e Zimmer ao instituto em dezembro de 1947. O instituto em Sungul' era responsável pelo manuseio, tratamento e uso de produtos radioativos gerados em reatores, bem como biologia da radiação, dosimetria e radioquímica. O instituto era conhecido como Laboratório B, e era supervisionado pela 9° Diretoria Chefe da NKVD (MVD depois de 1946), a mesma organização que supervisionava a operação russa de Alsos. A equipe científica do Laboratório B - um ShARAShKA - era soviética e alemã, sendo a primeira prisioneiros políticos ou exilados, embora alguns funcionários fossem criminosos. (O Laboratório V, em Obninsk, liderado por Heinz Pose, também era um sharashka e trabalhava no projeto da bomba atômica soviética. Outros alemães notáveis nas instalações eram Werner Czulius, Hans Jürgen von Oertzen, Ernst Rexer e Carl Friedrich Weiss.)
O Laboratório B era conhecido como 'Объект 0211 (Ob'ekt 0211, Object 0211) ou "Object B". Em 1955 o Laboratório foi fechado, parte do seu pessoal foi transferido para outro lugar mas a maioria foi assimilais em um novo instituto de armas nucleares, "Scientific Research Institute-1011, NII-1011", hoje conhecido como "Russian Federal Nuclear Center All-Russian Scientific Research Institute of Technical Physics, RFYaTs–VNIITF". "NII-1011" teve a designação предприятие п/я 0215, ou seja caixa postal 0215 e Объект 0215; a última designação também foi usada em referencia ao Laboratório B após seu fechamento e assimilação na NII-1011.

### Na Alemanha Ocidental
Após a libertação de Zimmer da União Soviética em 1955, ele finalmente foi para a Alemanha Ocidental em circunstâncias legais, onde trabalhou no Kernforschungszentrum Karlsruhe (Centro de Pesquisa Nuclear Karlsruhe), fundado em 1956 e mais tarde conhecido como Forschungszentrum Karlsruhe. Tornou-se diretor do Instituts für Strahlenbiologie (IStB, Instituto de Biologia das Radiações).

## Principais contribuições à Física do Corpo Humano
Dentre as principais contribuições de Karl Zimmer à Física do Corpo Humano, destaca-se a publicação, junto a Nikolai Timofeeff-Ressovsky e Max Delbrück, do livro Über die Natur der Genmutation und der Genstruktur, que se mostrou um estudo fundamental ao desenvolvimento da biologia molecular e, sobretudo, da radiobiologia.
Tal estudo foi dividido em quatro partes, de forma que Zimmer foi responsável pela segunda delas, intitulada Die Treff ertheorie untl ihre Beziehung zur Mutationsauslösung – em inglês, The Target Theory and Its Relation to the Triggering of Mutations. Nela, Zimmer discorre acerca da “Teoria do Alvo”, a qual afirma que eventuais efeitos biológicos provocados por radiação ionizante seriam gerados pela ionização de “regiões críticas” de uma determinada célula - as quais, posteriormente, foram definidas como o DNA.
Além disso, Zimmer e Timofeev-Ressovsky publicaram, em 1947, o livro Das Trefferprinzip in der Biologie, onde eles resumiram suas pesquisas acerca dos efeitos biológicos da radiação de nêutrons, uma área pouco explorada até então.